# San Juan Raya
San Juan Raya es una localidad de 192 habitantes situada en el municipio de Zapotitlan, Estado de Puebla, México. Este pueblo se encuentra en el valle de Tehuacán-Cuicatlán. El pueblo es frecuentado tanto por turistas como investigadores por la abundante cantidad de fósiles del periodo Cretácico que se encuentran en la zona. Cerca de esta comunidad, el paleontólogo y botánico belga Henri Guillaume Galeotti encontró los primeros fósiles mexicanos descritos en una publicación científica.

## Historia
El nombre le fue dado por el santo patrono del pueblo, San Juan Bautista; el término “Raya” refiere a su ubicación en los límites de los estados de Puebla y Oaxaca.
Este pueblo tiene orígenes popolocas, pioneros en domesticar y cultivar el maíz, contando así con una rica historia cultural.

## Demografía
Habitan en construcciones elaboradas a base de adobe, piedra o bajareque, con techos de hojas generalmente de yucas; contrastando con edificaciones más recientes de tabique y lámina.
Al ser una comunidad donde sus autoridades se eligen por usos y costumbres, todos rolan sus cargos al paso de un año, por lo mismo todos saben guiar a los visitantes.
El Museo Paleontológico San Juan Raya tuvo sus inicios hace aproximadamente 14 años atrás en un cuarto de tres por tres metros, , donde los pobladores colocaron tablones de forma ordenada y sobre éstos colocaron los fósiles más representativos de la región.
Fue hace cerca del año 2011 cuando se construyó la primera parte del museo, el cual actualmente cuenta con tres salas de exhibición, donde los visitantes pueden aprender más sobre los fósiles que se resguardan en vitrinas, información en mamparas y algunos vestigios de la cultura popoloca.

## Ecoturismo paleontológico comunitario

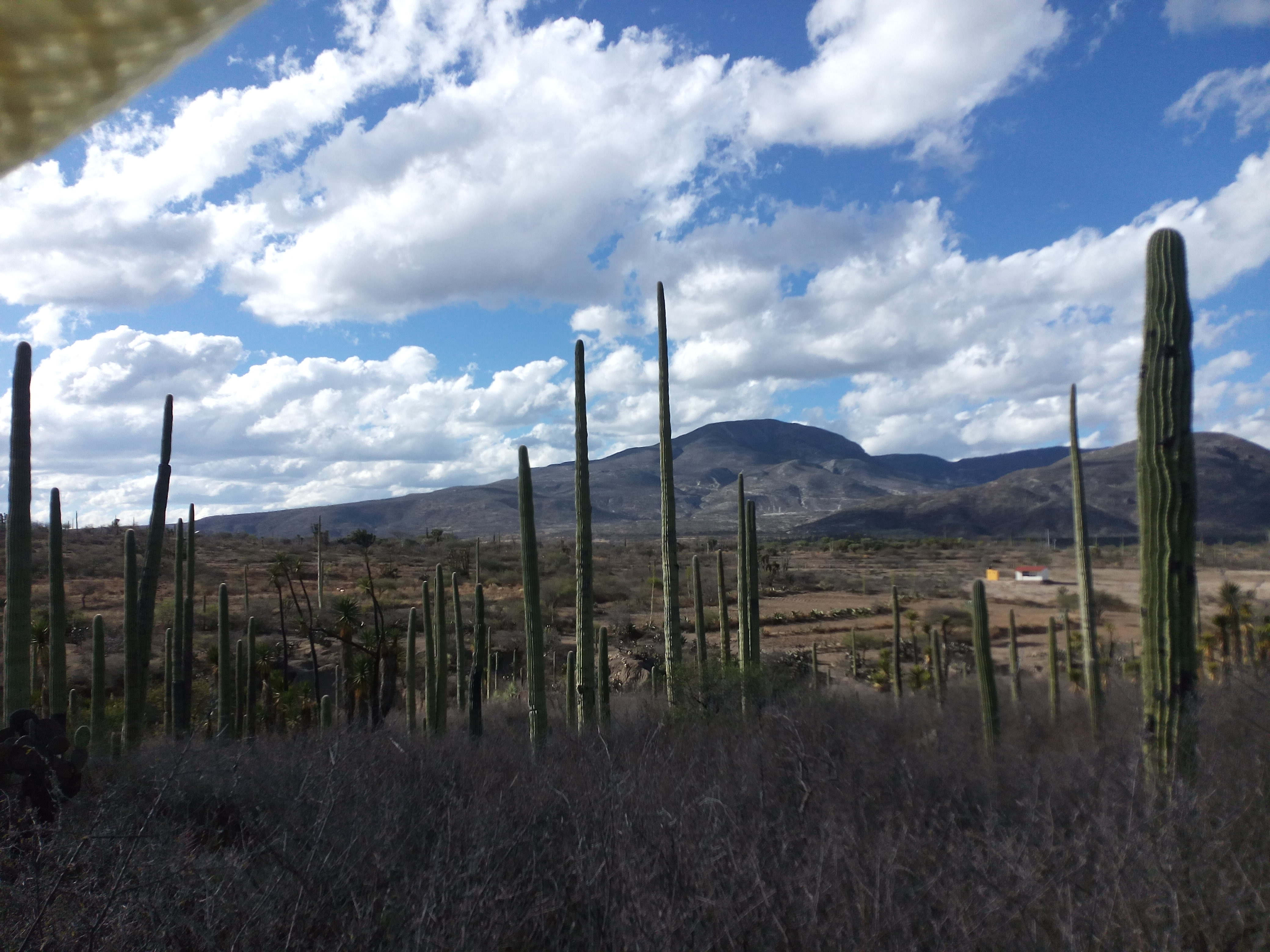
Paisaje característico de la región, destacan algunas cactáceas columnares.

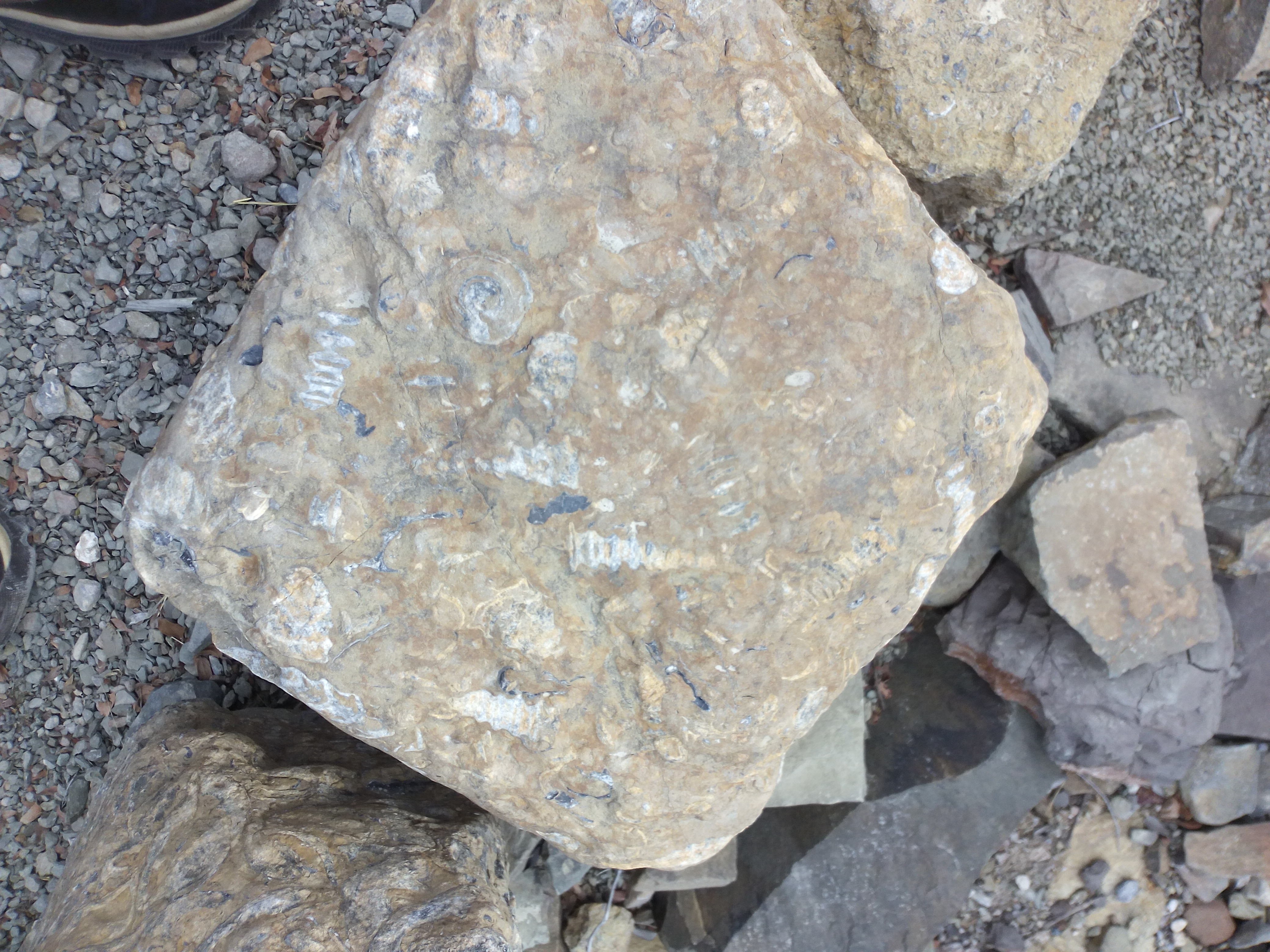
Fósiles gastrópodos marinos, una de las principales atracciones y riquezas naturales del lugar.

Los pobladores de San Juan Raya han desarrollado un programa de ecoturismo paleontológico bajo el nombre de Centro Eco Tuístico San Juan Raya
Los visitantes son bienvenidos y se les ofrece recorridos a pie como en bicicleta o a caballo, hospedaje, alimentación y su nuevo Museo.
Cuentan con un museo Paleontológico de sitio donde exhiben fósiles de invertebrados que se han descrito para la región y un museo Arqueológico, ofreciendo una variedad de recorridos en bicicleta o a pie para visitar lugares con fósiles, senderos ecológicos interpretativos. En el mercado de artesanías se venden artículos hechos de palma y rafia, y productos naturales derivados de la medicina tradicional como jabones, ungüentos, miel, bebidas medicinales y licores de flores y frutos de la región y gastronomía típica de la zona.
Los visitantes, además de recorrer el sendero y conocer el museo, también pueden tomarse la foto con la biznaga más grande de la región. Se trata de una planta conocida como “El asiento de suegra” (echinocactus platyacanthus), que data de hace tres mil años.

## Galería de fotos

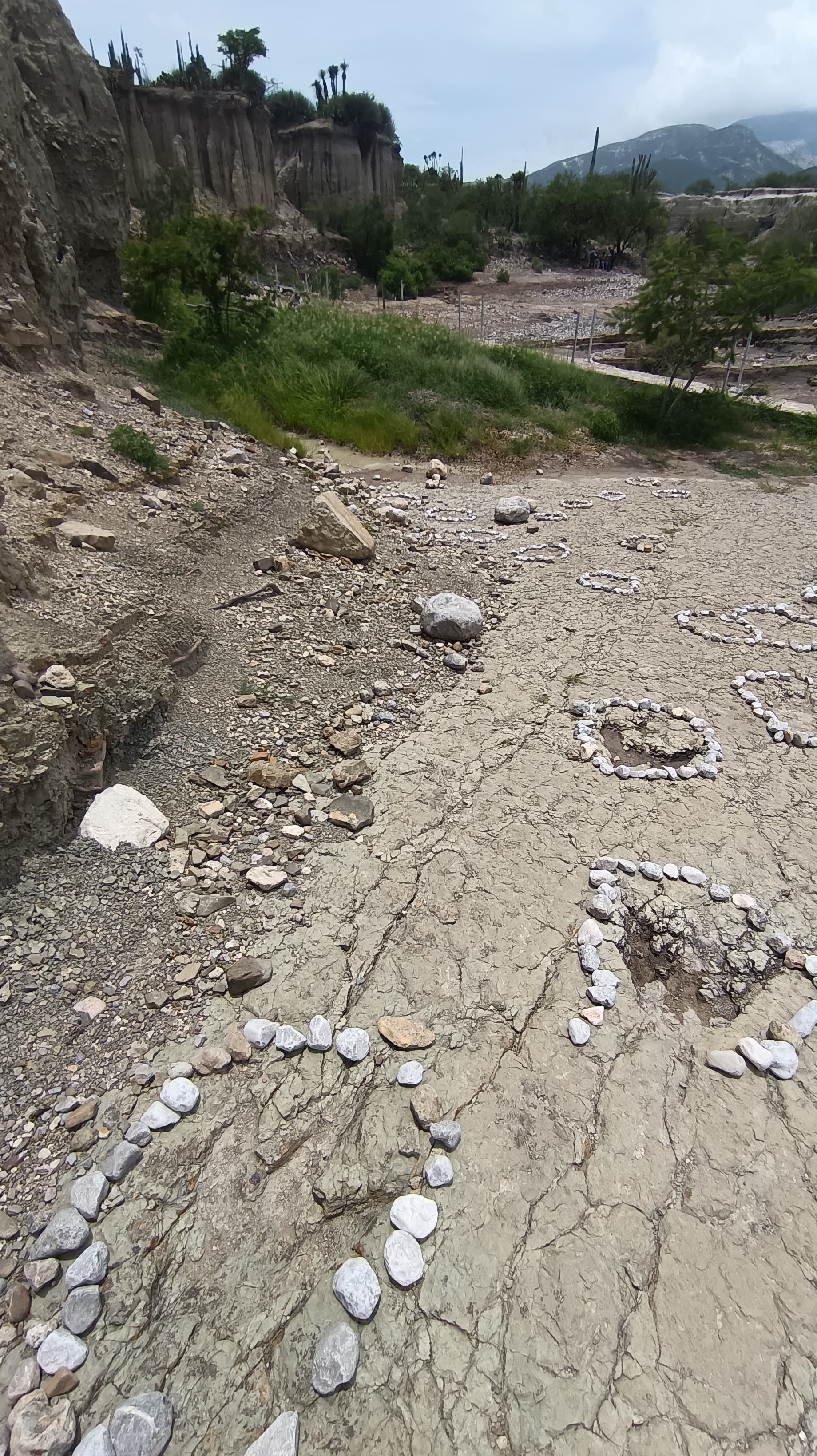
Huellas de dinosaurio terópodo del Cretácico.
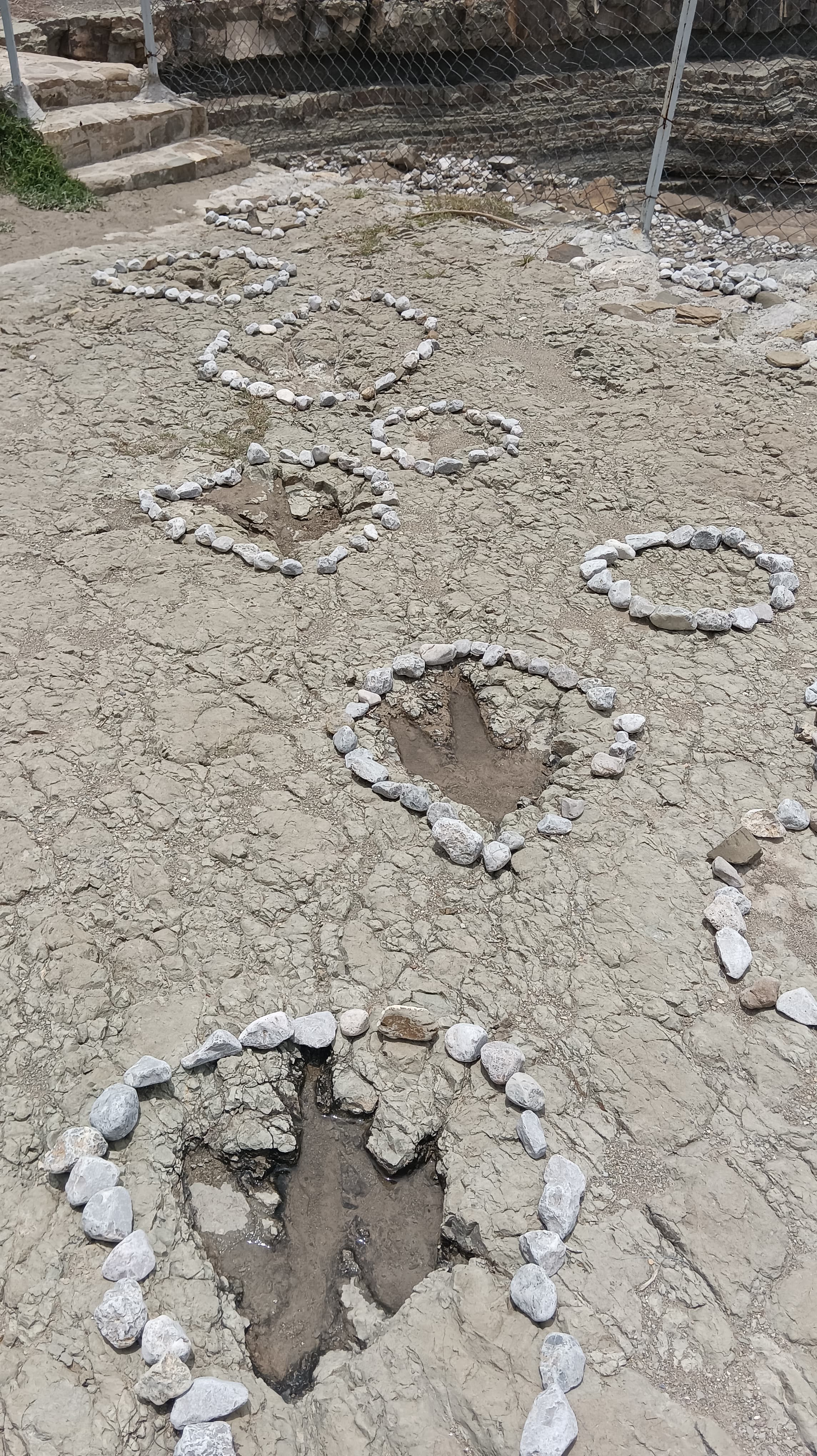
Huellas de dinosaurio terópodo del Cretácico.
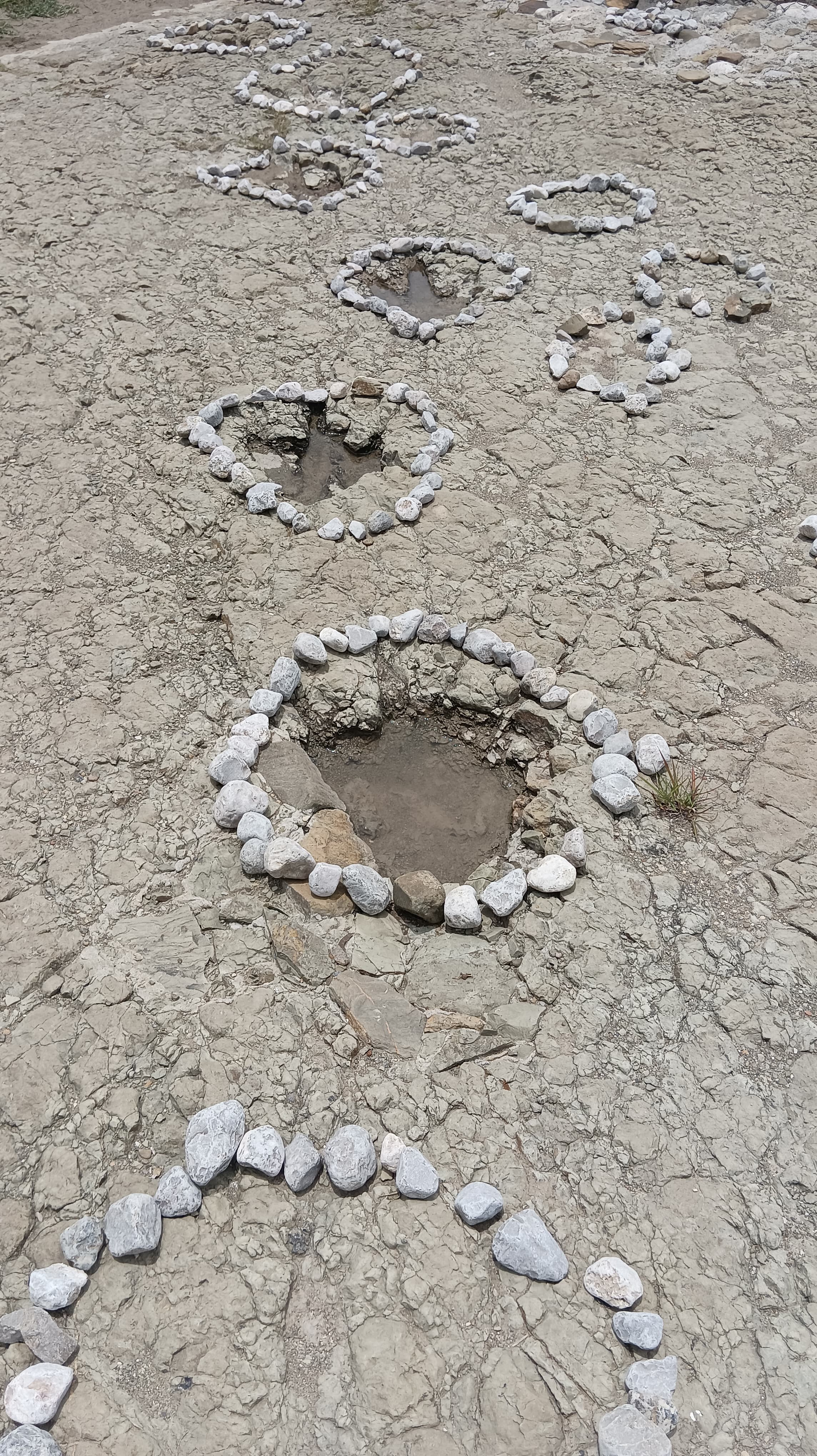
Huellas de dinosaurio cuellolargo del Cretácico.
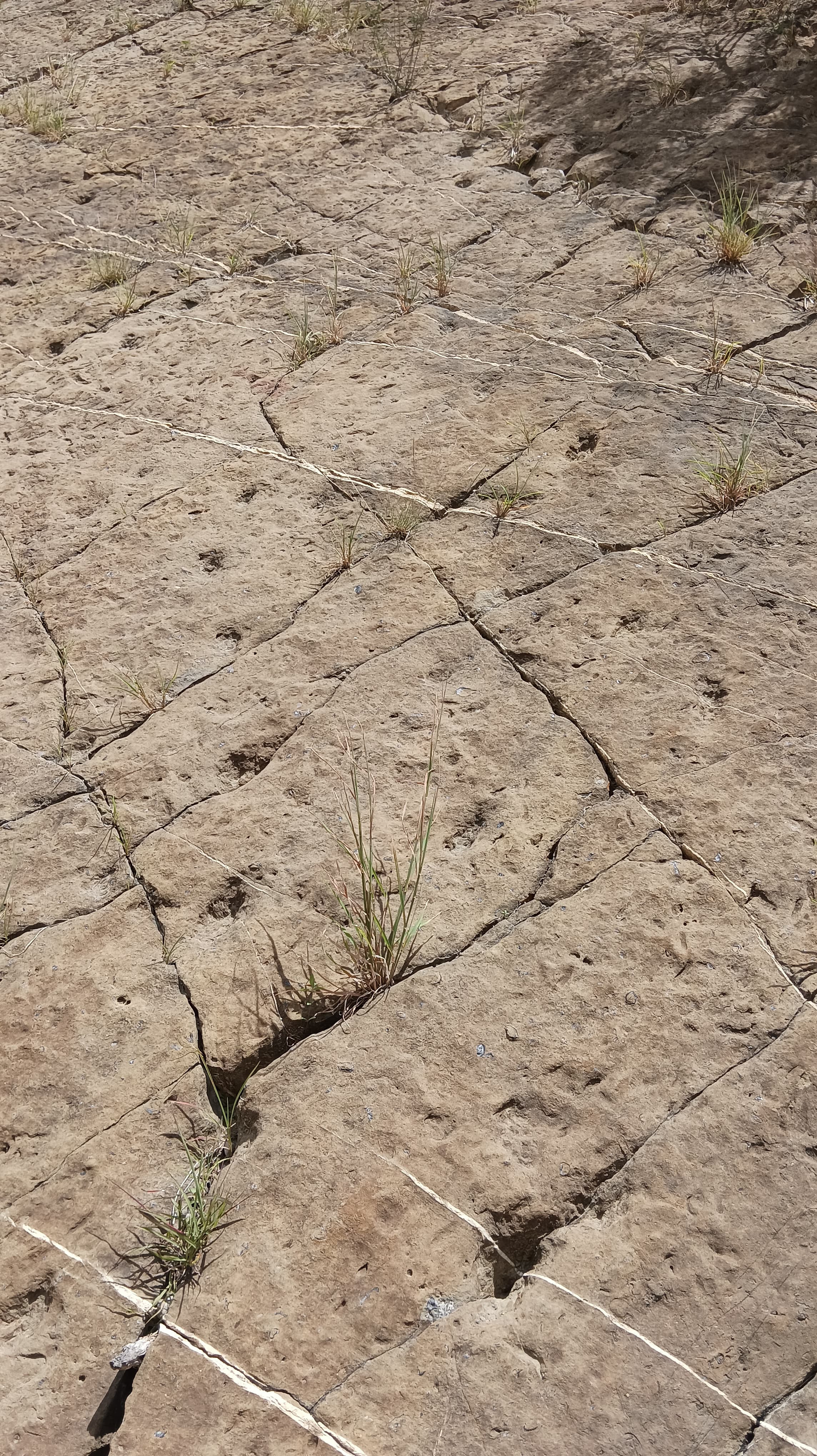
Huellas de pterosaurio del Cretácico.
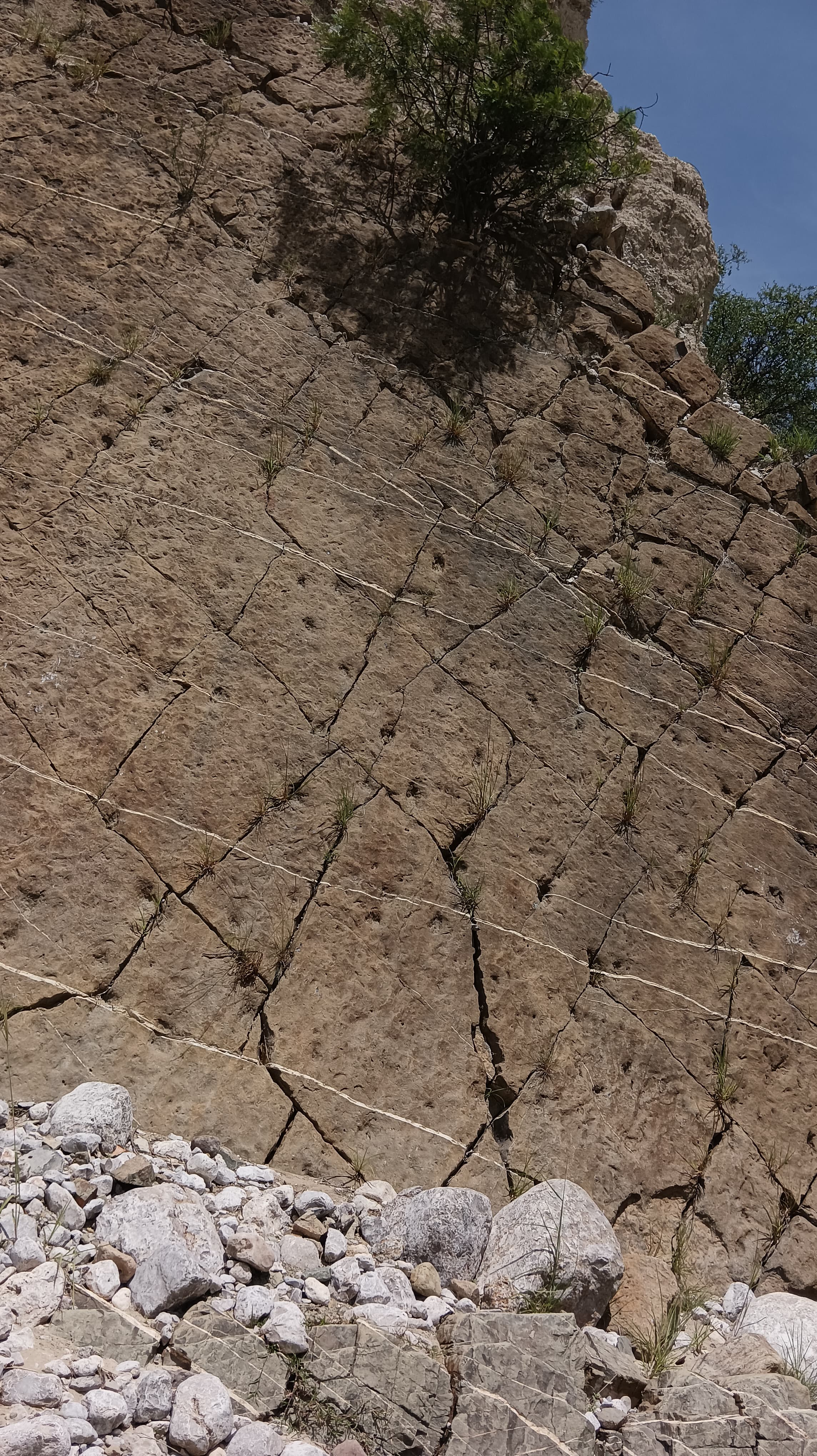
Huellas de pterosaurio del Cretácico.
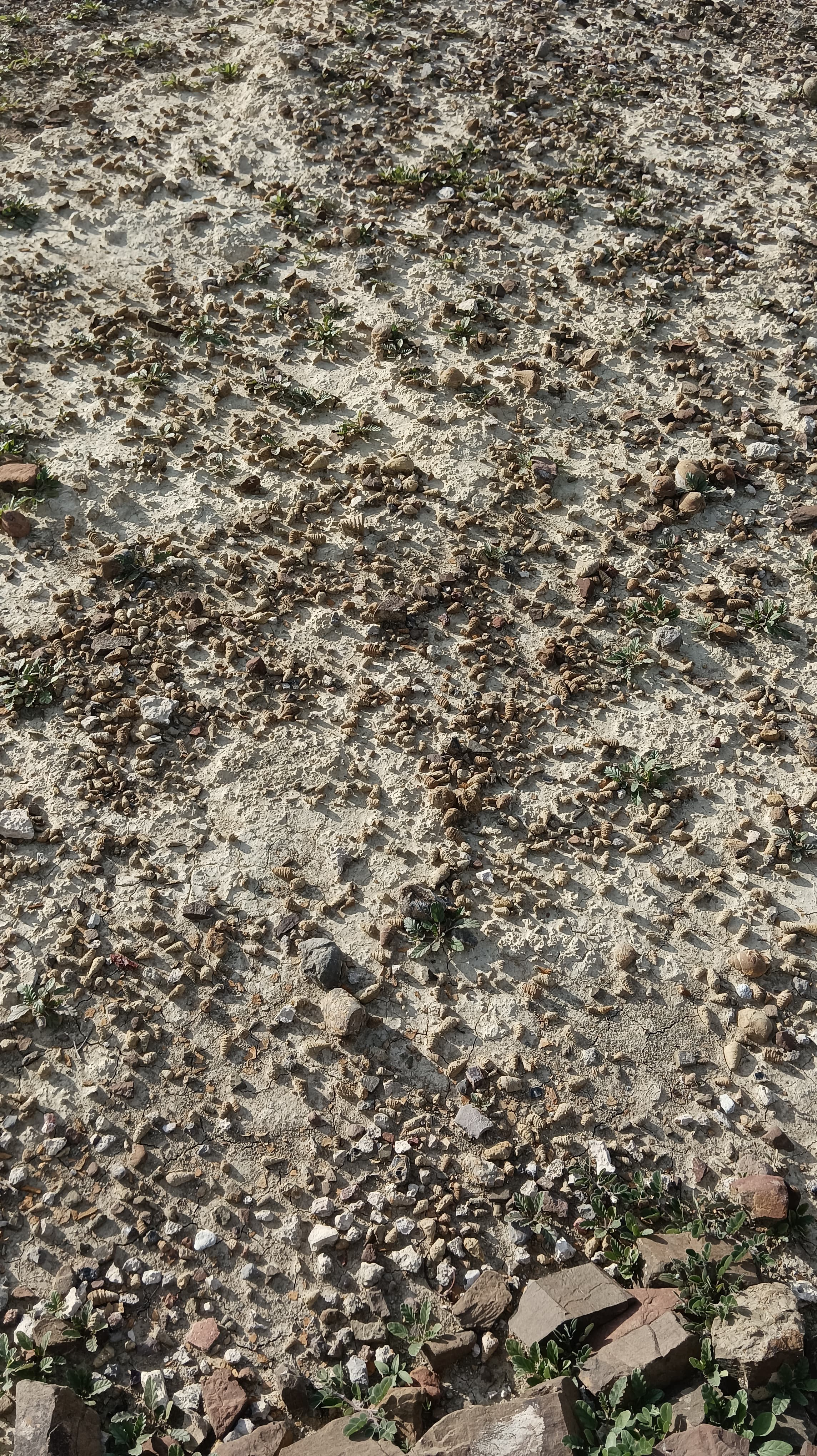
Turritelas fósiles del Cretácico.
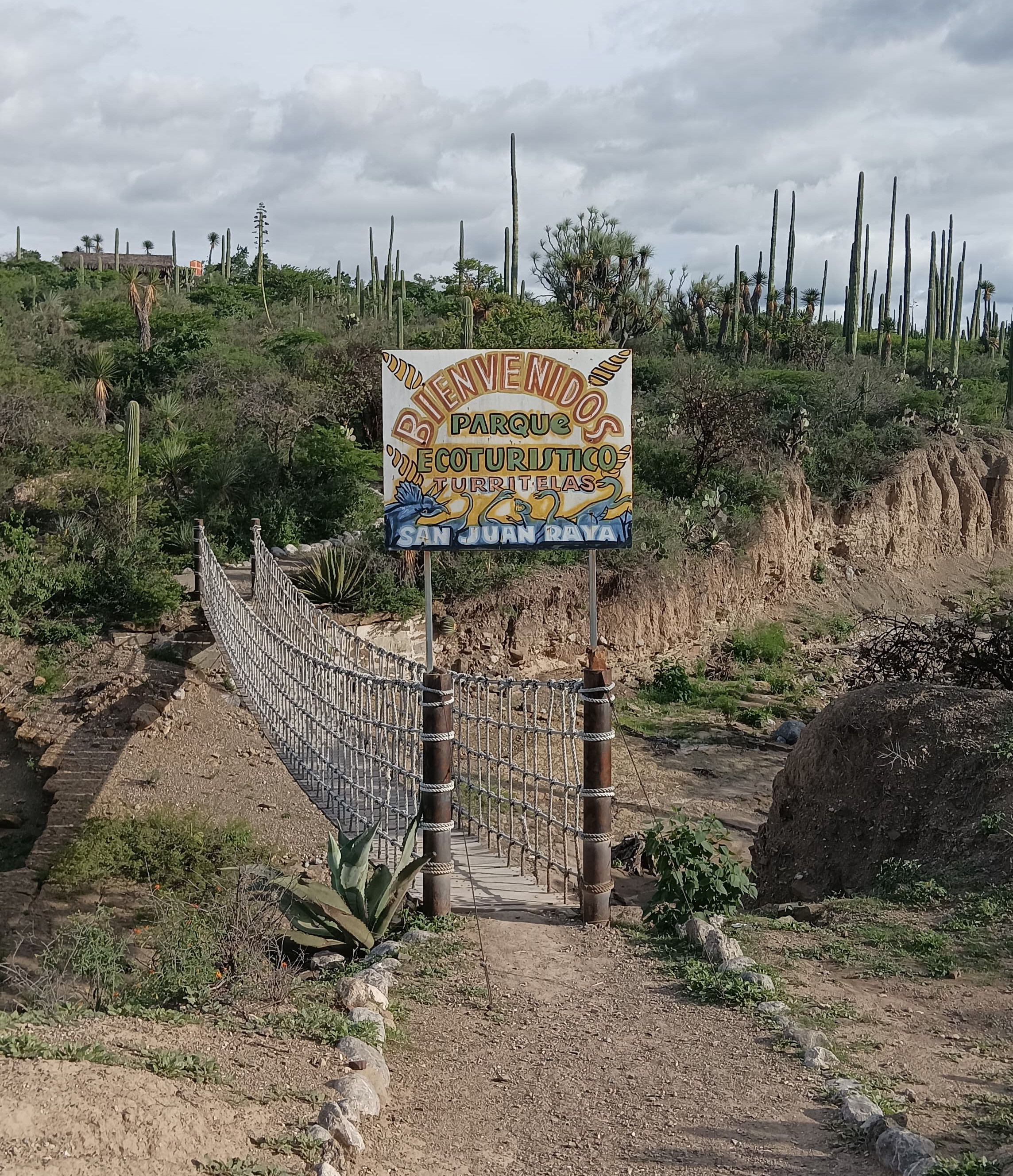
Puente colgante en el llamado paseo de las turritelas.
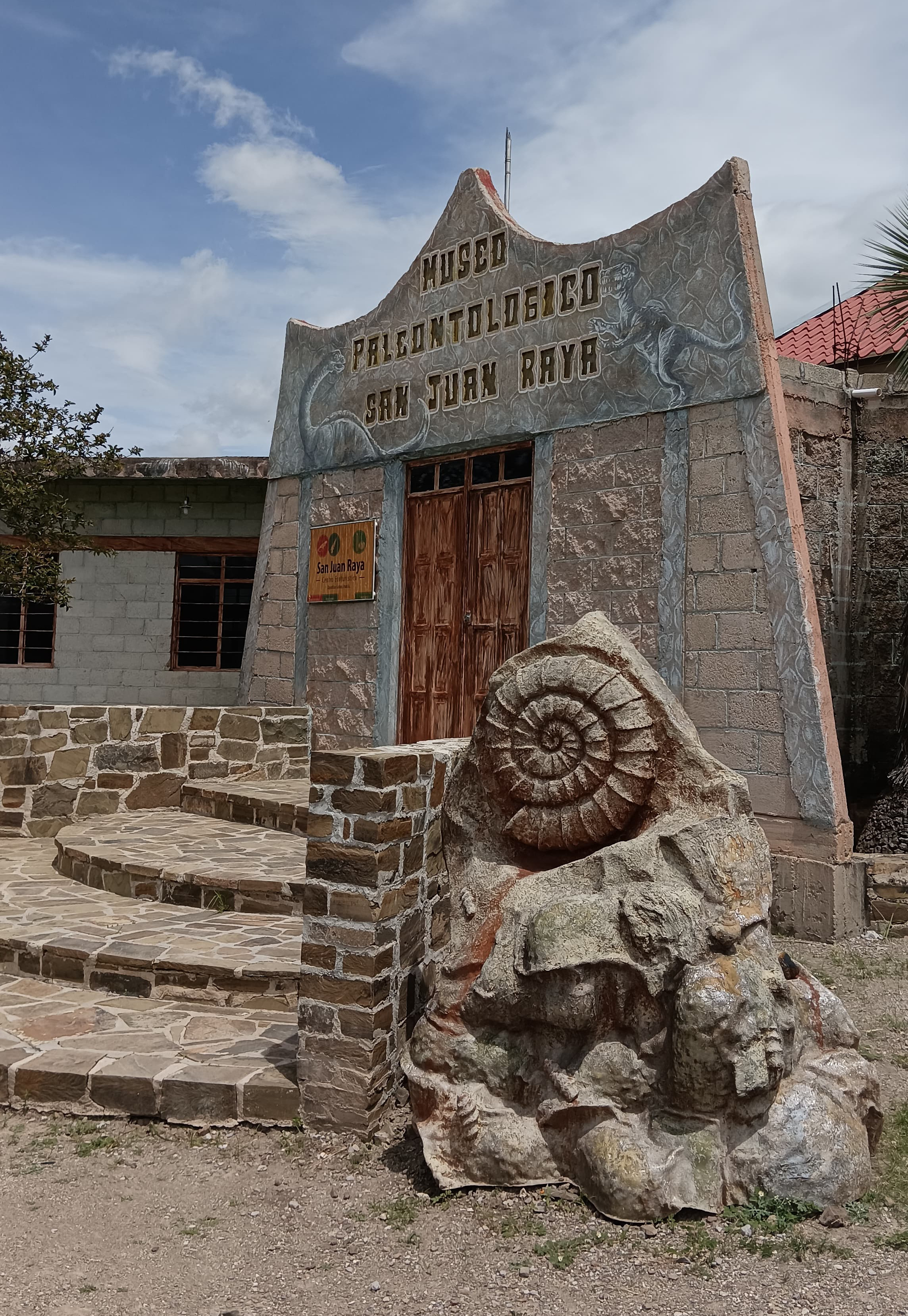
Entrada del Museo Comunitario Paleontológico.
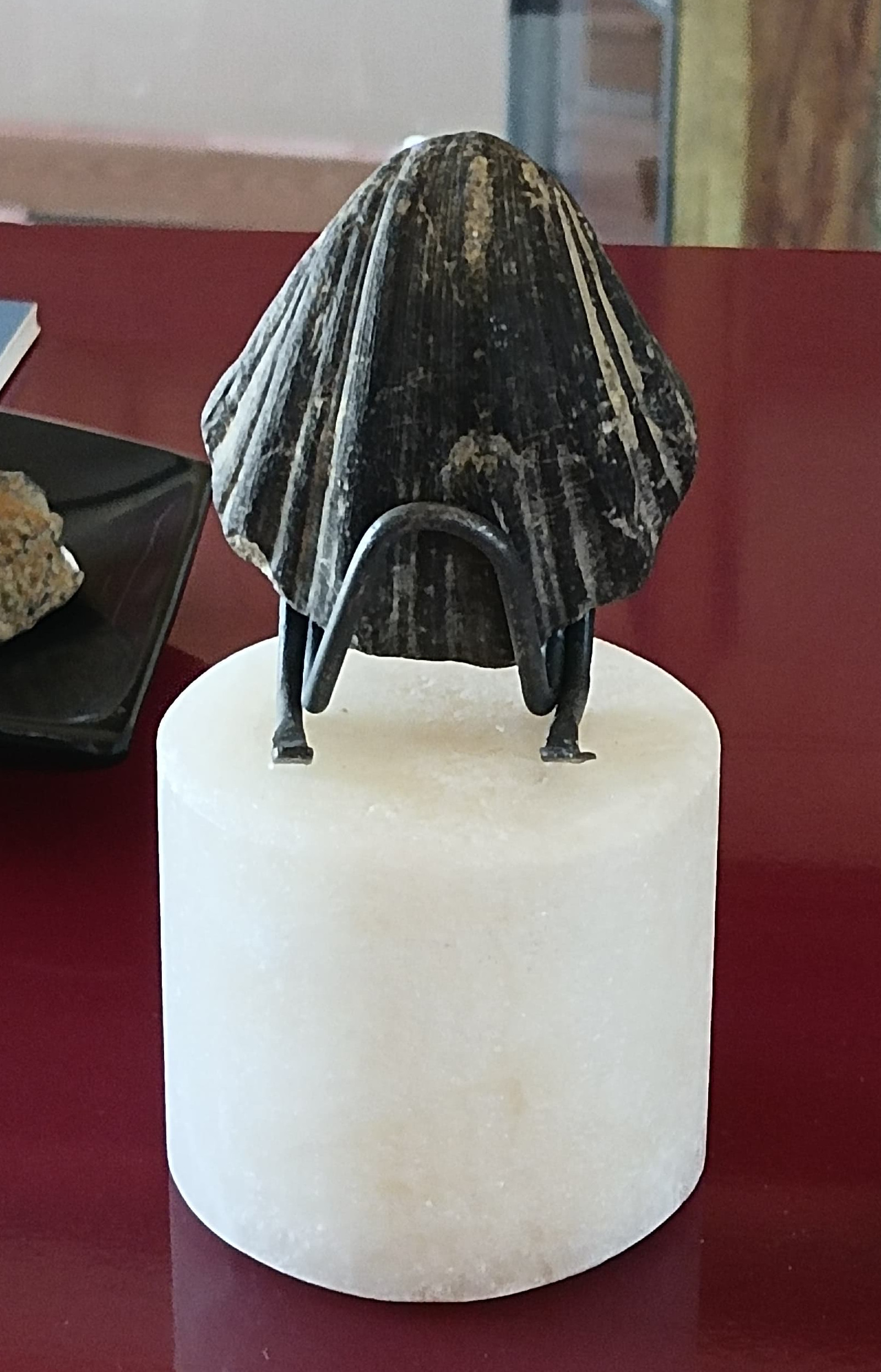
Bivalvo fosilizado del Cretácico en el Museo Paleontológico.
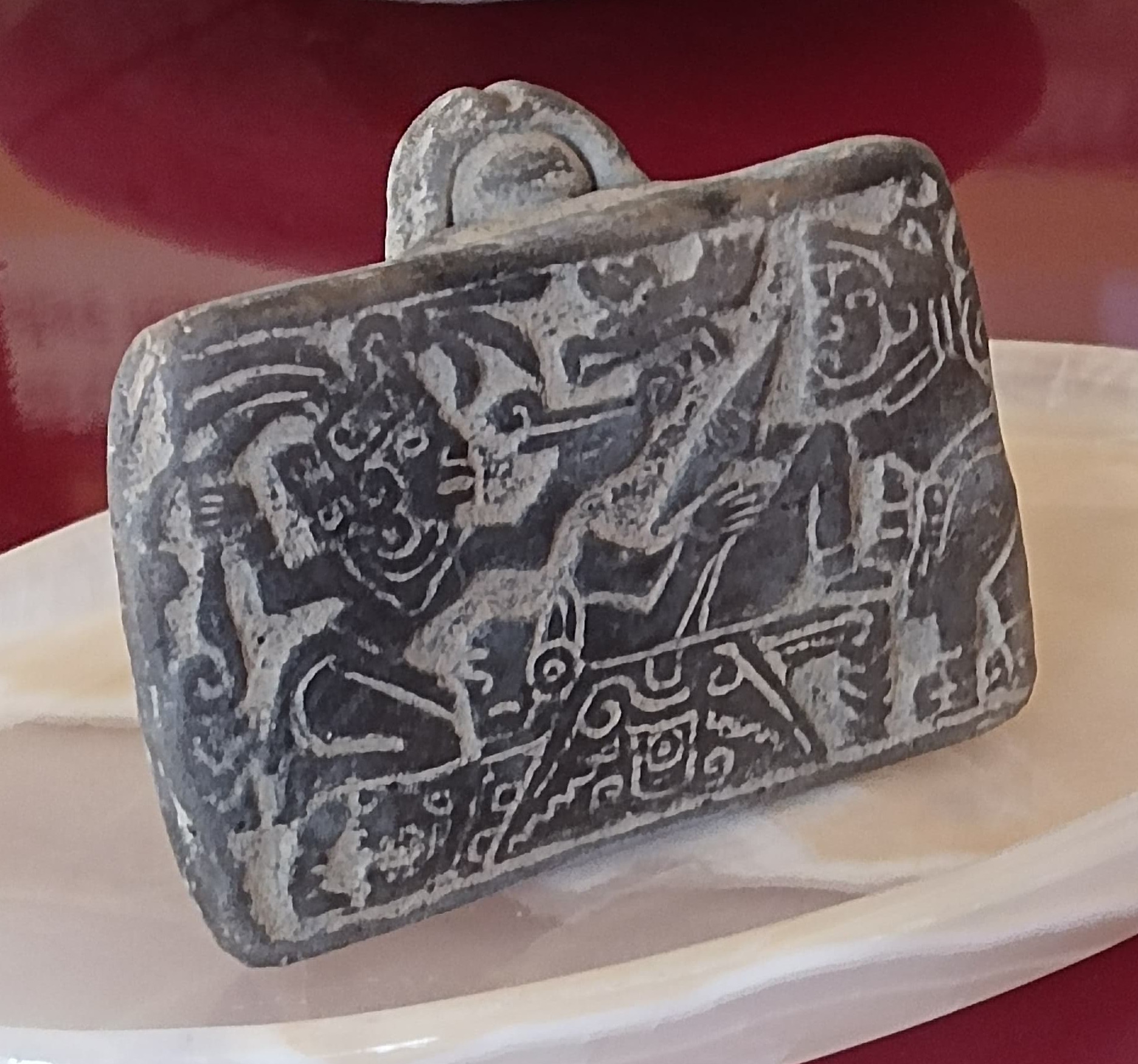
Sello prehispánico de la cultura ngiwa (popoloca) en el Museo Paleontológico.
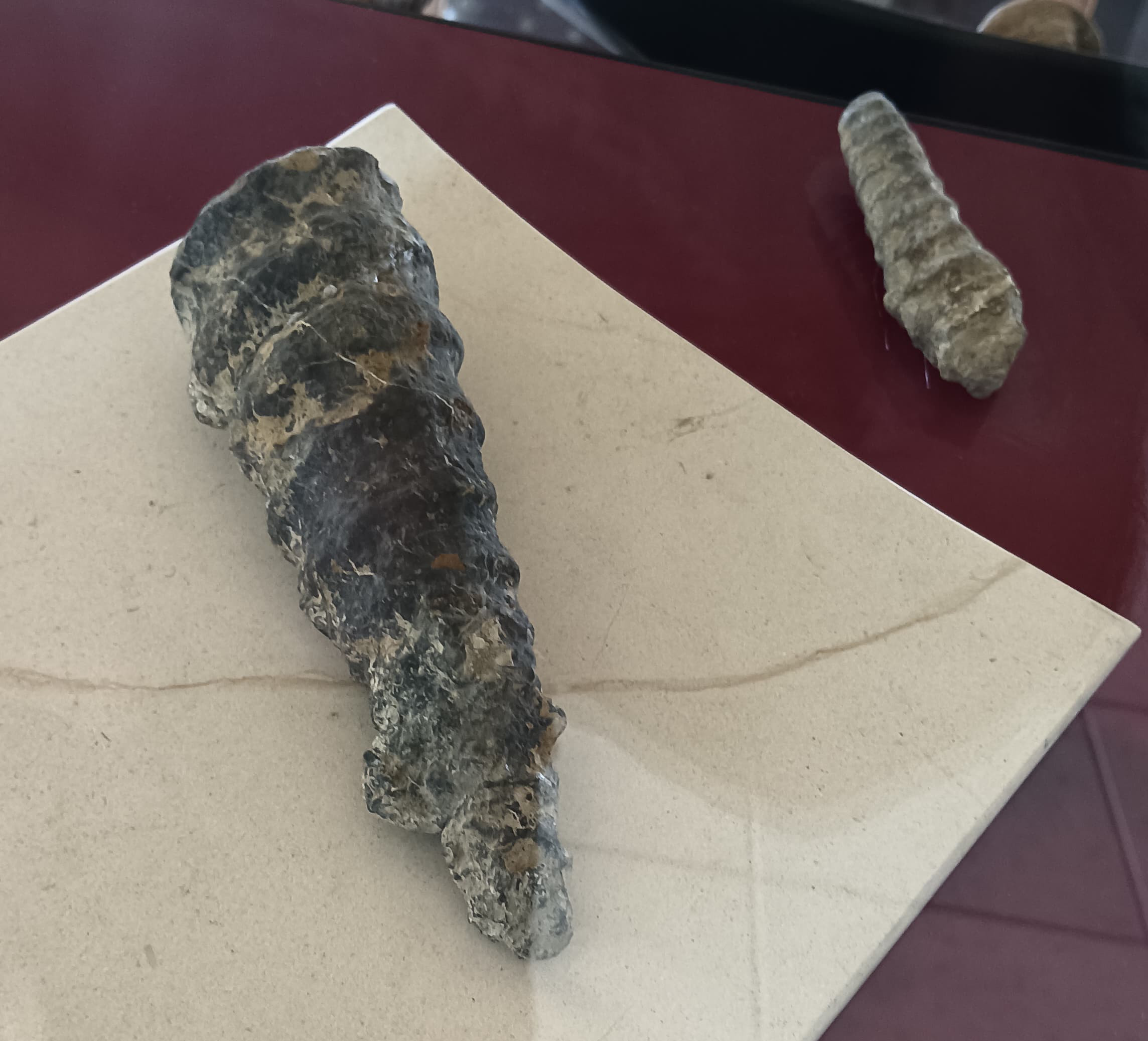
Turritela fósil del Cretácico en el museo paleontológico.

## Datos Curiosos
Este lugar, que ha sido escenario para la filmación de películas como “La ley de Herodes”, “Todos hemos pecado”, “Martín al amanecer”, o de videoclips musicales de Caifanes y Elefante, entre otros, guarda un gran tesoro que data de poco más de 100 millones de años.
Rosalba Reyes Cortés, de comité del Museo de Paleontología de San Juan Raya, en entrevista con Notimex, informó que este sitio guarda vestigios del Cretácico y el Jurásico, y señaló que en ninguna otra parte del mundo se conocen fósiles marinos como los que aquí se observan.